# Liefrange
Liefrange (Luxemburgs: Léifreg, Duits: Liefringen) is een plaats in de gemeente Lac de la Haute-Sûre en het kanton Wiltz in Luxemburg.

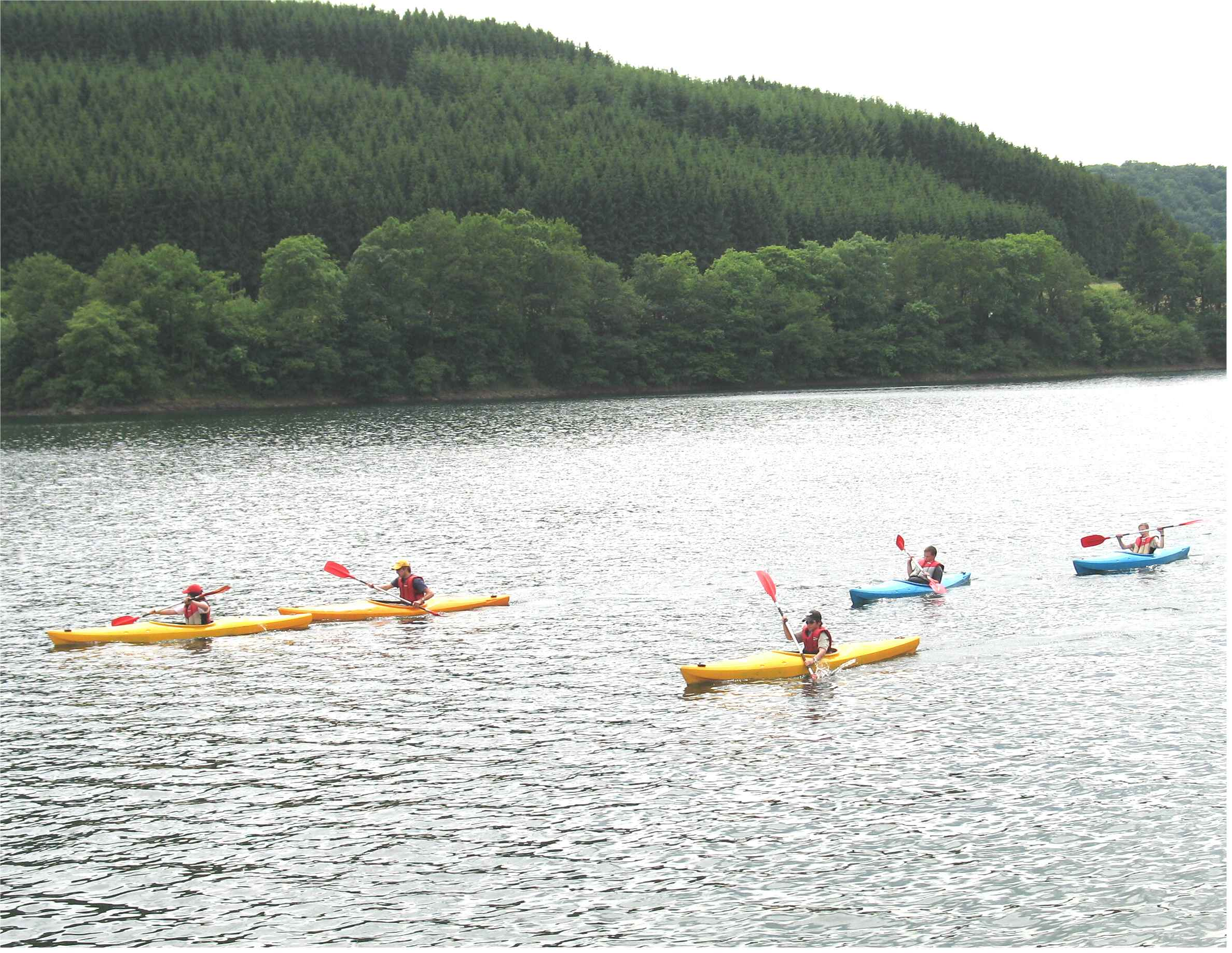
Leifreg

Liefrange telt 53 inwoners (2012).
Bavigne · Harlange · Kaundorf · Liefrange · Mecher · Nothum · Tarchamps · Watrange

Luxemburgse gemeenten · Kanton Wiltz · Luxemburg